# موروتو، کوچی
موروتو در استان کوچی در کشور ژاپن واقع شده‌است که دارای جمعیت ۱۷٬۶۸۳ نفر و مساحت ۲۴۸٫۲۵ کیلومتر مربع با تراکم جمعیت ۷۱٫۲ نفر در کیلومترمربع است و در تاریخ ۱ مارس ۱۹۵۹ به عنوان شهر شناخته شد.